# Třída Kilauea
Třída Kilauea byla třída zásobovacích lodí pomocných sil Amerického námořnictva. V letech 1968–1972 bylo do služby zařazeno osm jednotek této třídy. Úkolem plavidel bylo rychlé překládání munice během plavby na ostatní lodě bojové skupiny. Překládání bylo možné z boku či s pomocí transportních vrtulníků. Ve službě tuto třídu nahradila univerzálnější plavidla třídy Lewis and Clark.

## Stavba
Celkem bylo postaveno osm jednotek této třídy. Stavěly je loděnice General Dynamics, Bethlehem Steel a Ingalls Shipbuilding.
Jednotky třídy Kilauea:
| Jméno                      | Založení kýlu | Spuštěna | Vstup do služby    | Status                                       |
| -------------------------- | ------------- | -------- | ------------------ | -------------------------------------------- |
| USNS Kilauea (T-AE-26)     | 1966          | 1967     | 10. srpna 1968     | 2008 vyřazena                                |
| USS Butte (AE-27)          | 1966          | 1967     | 14. prosince 1968  | 2004 vyřazena, 2006 potopena jako cvičný cíl |
| USS Santa Barbara (AE-28)  | 1966          | 1968     | 10. července 1970  | 2005 vyřazena, sešrotována                   |
| USS Mount Hood (AE-29)     | 1967          | 1968     | 1. května 1971     | 1999 vyřazena                                |
| USS Flint (AE-32)          | 1969          | 1970     | 20. listopadu 1971 | 1995 vyřazena.                               |
| USS Shasta (AE-33)         | 1969          | 1971     | 26. února 1972     | 2011 vyřazena                                |
| USNS Mount Baker (T-AE-34) | 1970          | 1971     | 22. července 1972  | 2010 vyřazena, sešrotována                   |
| USNS Kiska (T-AE-35)       | 1971          | 1972     | 16. prosince 1972  | 2011 vyřazena                                |

## Konstrukce

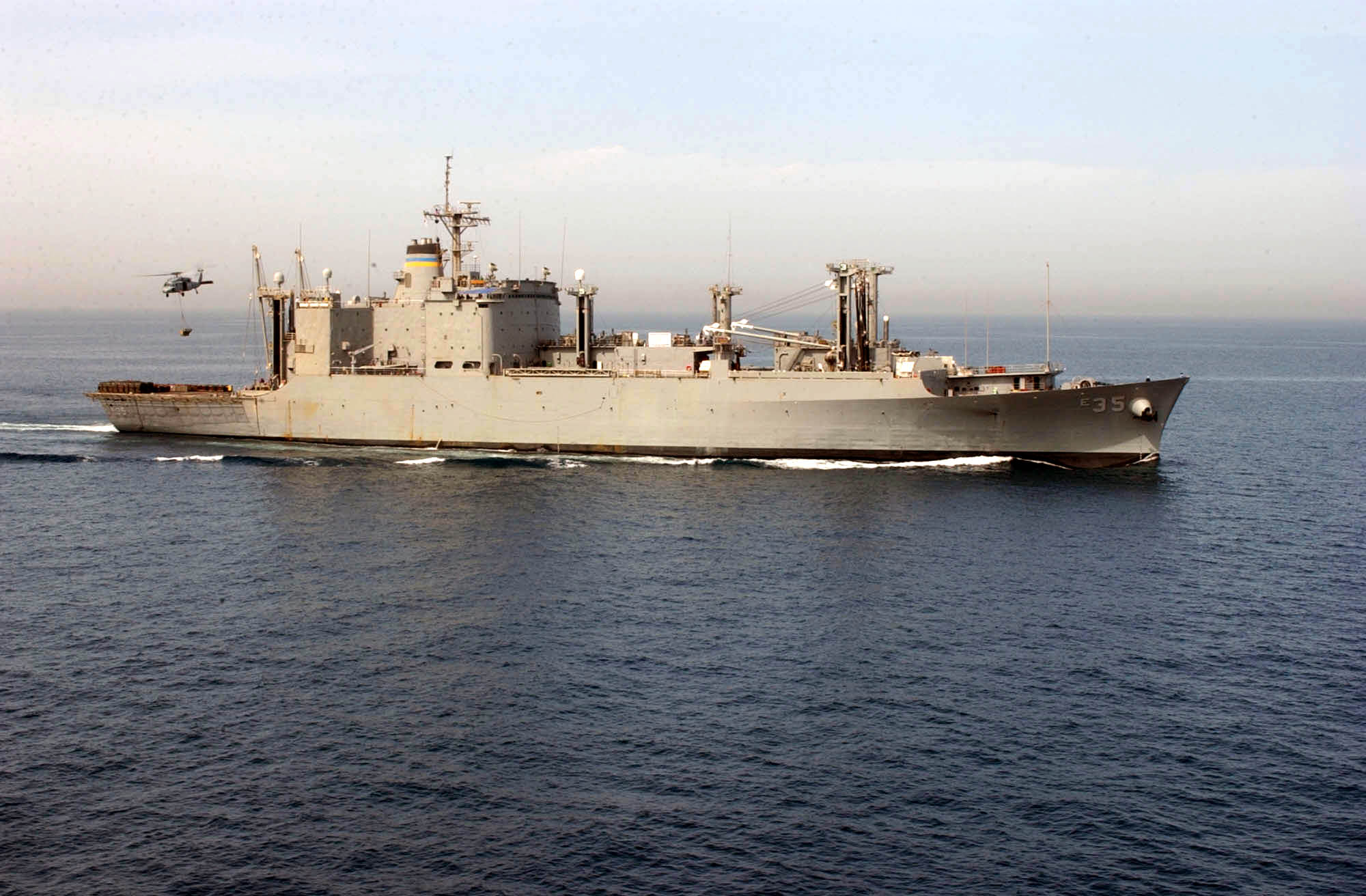
USNS Kiska

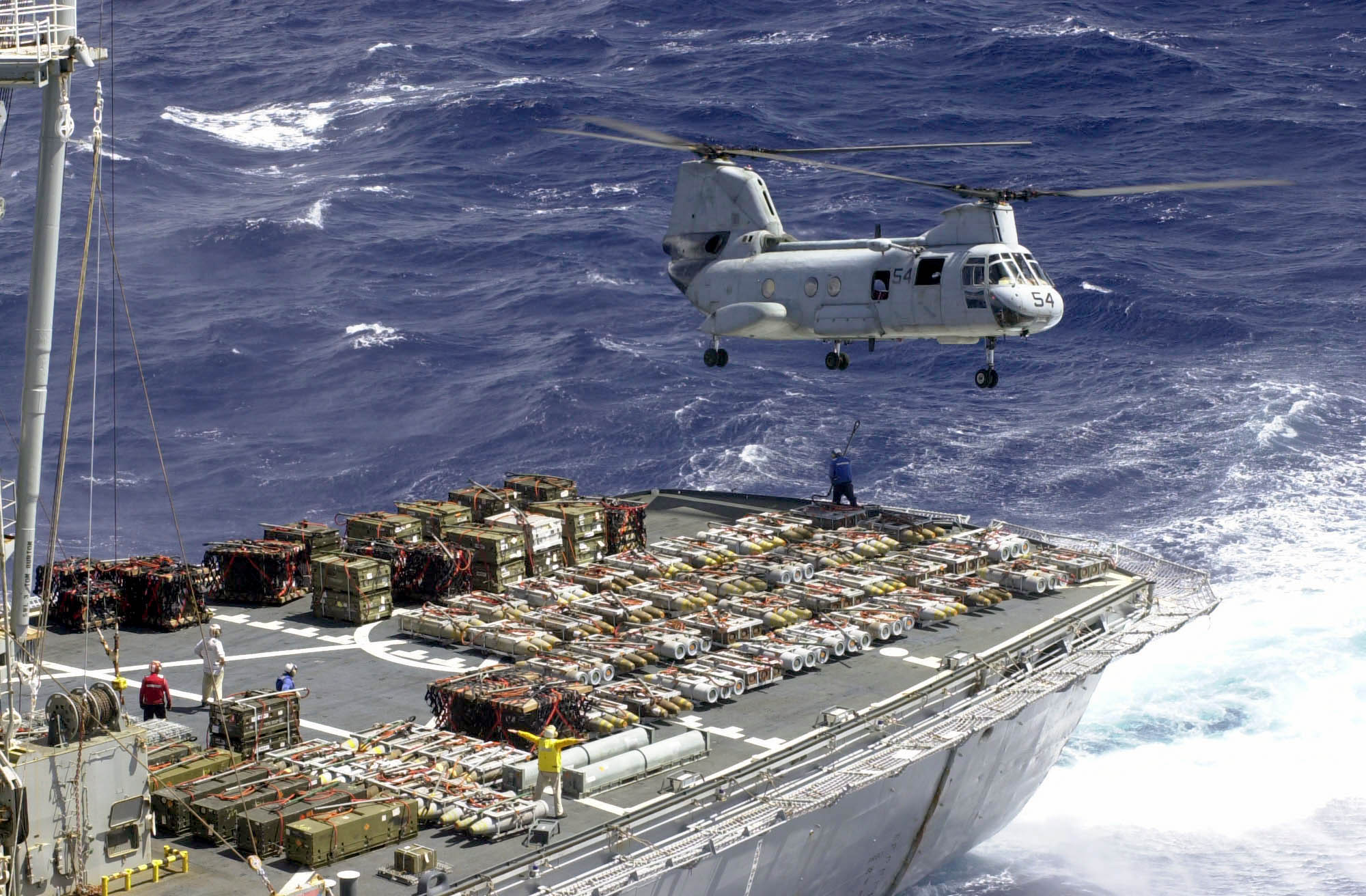
Vertikální zásobování z paluby USNS Kilauea

Plavidla třídy Kilauea pojmou až 6500 tunm unice. K jejich předávání slouží celkem sedm zásobovacích stanovišť (čtyři na levoboku a tři na pravoboku). Na zádi se nachází hangár pro dva střední transportní vrtulníky Sea Knight umožňující vertikální zásobování. Výzbroj jednotlivých lodí se lišila. Obvykle to byly čtyři 76mm děla ve dvoudělových věžích a dva 20mm obranné systémy Phalanx. Z plavidel převedených k Military Sealift Command byla výzbroj odstraněna. Pohonný systém tvoří tři kotle a jedna parní turbína. Lodní šroub je jeden. Nejvyšší rychlost dosahuje 21 uzlů.

## Operační služba
Třída byla nasazena v řadě operací, například ve Vietnamské válce a válce v Zálivu. V 80. a 90. letech bylo sedm lodí upraveno pro službu s civilními posádkami v rámci Military Sealift Command. Byly odzbrojeny (v případě válečného nasazení by byla vrácena) a jejich označení se změnilo z USS na USNS.